# Distretto di Tatarbunary
Il distretto di Tatarbunary (in ucraino Татарбунарський район?, Tatarbunars'kyj rajon) era un distretto dell'Ucraina situato nella parte sudoccidentale dell'oblast' di Odessa, lungo la costa del Mar Nero; aveva per capoluogo Tatarbunary. La popolazione era di 38.901 persone (stima del 2015). Il distretto fu costituito nel 1940 ed è stato soppresso in seguito alla riforma amministrativa del 2020.